# Републикански път III-7006
Републикански път IIІ-7006 е третокласен път, част от Републиканската пътна мрежа на България, преминаващ по територията на Бургаска и Сливенска област. Дължината му е 17,6 km.
Пътят се отклонява надясно при 205,5 km на Републикански път I-7 северно от село Бероново и се насочва на запад през югоизточните разклонения на Котленска планина. Минава през село Садово, навлиза в Сливенска област, достига село Медвен, където завива на юг и в северната, промишлена част на село Градец се свързва с Републикански път II-48 при неговия 52,7 km.
| Пътища, отклоняващи се надясно (населено място, № на пътя, посока на пътя) | km   | Пътища, отклоняващи се наляво (посока на пътя, № на пътя, населено място) |
| -------------------------------------------------------------------------- | ---- | ------------------------------------------------------------------------- |
| Община Сунгурларе, Област Бургас, I-7, 205,5 km →                          | 0,0  | → 205,5 km, I-7, Област Бургас, Община Сунгурларе                         |
| с. Садово                                                                  | 3,8  | с. Садово                                                                 |
| Община Котел, Област Сливен                                                | 7,3  | Област Сливен, Община Котел                                               |
| с. Медвен                                                                  | 12,5 | с. Медвен                                                                 |
| (за 46,3 km на II-48) общински път ←                                       | 13   |                                                                           |
| (от 208,6 km на I-4) II-48, 52,7 km, с. Градец →                           | 17,6 | → с. Градец, 52,7 km, II-48 (до 221,2 km на I-7)                          |